# Chotěšov u Stoda
Chotěšov u Stoda – przystanek kolejowy w Chotěšovie, w kraju pilzneńskim, w Czechach. Położony jest na wysokości 360 m n.p.m.
Na przystanku nie ma możliwości zakupu biletów, a obsługa podróżnych odbywa się w pociągu. 

## Linie kolejowe
- 180 Plzeň - Domažlice - Furth im Wald